# زمین‌لرزه ۱۹۵۷ تایوان
زمین‌لرزه تایوان در تاریخ ۲۳ فوریه ۱۹۵۷ میلادی، برابر با ‎۴ اسفند ۱۳۳۵، ساعت ۲۰:۲۶:۱۷ به زمان یوتی‌سی در تایوان رخ داد. ژرفای این زلزله ۵۰٫۴ کیلومتر بود. بزرگی آن ۷٫۲ در مقیاس Mw اعلام شده‌است. زمین‌لرزه به وقت محلی در روز یکشنبه، ساعت ۴ روی داده و منطقه زمانی آن یوتی‌سی +۸ بوده‌است.
سازمان زمین‌شناسی آمریکا نیز جای این زمین‌لرزه را در مختصات ۲۳°۵۴′شمالی ۱۲۱°۳۶′شرقی / ۲۳٫۹°شمالی ۱۲۱٫۶°شرقی و بزرگی آنرا برابر با ۷٫۲ در مقیاس ریشتر اعلام کرده‌است. ژرفای گزارش شده از سوی این سازمان ۶۹ کیلومتر می‌باشد.
شمار کشتگان زلزله حدود ۷ نفر بوده‌است. تعداد زخمیان ۲۲ نفر برآورده شده‌است.